# Mạng tiếp thị liên kết
Mạng tiếp thị liên kết hoạt động như một trung gian giữa các nhà xuất bản và các chương trình liên kết thương gia. Nó cho phép các nhà xuất bản trang web dễ dàng tìm và tham gia các chương trình liên kết phù hợp với trang web của họ hơn (và do đó tạo thu nhập từ các chương trình đó) và cho phép các trang web cung cấp các chương trình liên kết (thường là thương nhân trực tuyến) tiếp cận đối tượng lớn hơn bằng cách quảng bá các chương trình liên kết của họ cho tất cả các nhà xuất bản tham gia vào mạng lưới liên kết .

## Công dụng
Mạng tiếp thị liên kết truyền thống cho phép thương nhân cung cấp cho nhà xuất bản một phần doanh thu do người bán tạo ra từ khách truy cập vào trang web của nhà xuất bản hoặc phí cho mỗi khách truy cập trên trang web của nhà xuất bản hoàn tất một hành động cụ thể (mua hàng, đăng ký bản tin, v.v..). Phần lớn các chương trình thương mại có mô hình chia sẻ doanh thu, trái ngược với mô hình tính phí cho mỗi hành động .
Đối với thương nhân, dịch vụ mạng tiếp thị liên kết  và lợi ích có thể bao gồm công nghệ theo dõi, công cụ báo cáo, xử lý thanh toán và quyền truy cập vào một cơ sở lớn của các nhà xuất bản. Đối với các chi nhánh, dịch vụ và lợi ích có thể bao gồm đơn giản hóa quá trình đăng ký một hoặc nhiều chương trình liên kết thương mại, công cụ báo cáo, quyền truy cập vào API của sản phẩm và tổng hợp thanh toán.
Các chi nhánh thường có thể tham gia các mạng liên kết miễn phí, trong khi nói chung có một khoản phí cho các thương nhân tham gia. Các mạng liên kết truyền thống có thể tính phí thiết lập ban đầu và/hoặc phí thành viên định kỳ. Các mạng liên kết cũng thường tính phí cho các thương nhân một tỷ lệ phần trăm hoa hồng được trả cho các chi nhánh, điều này được gọi là 'vượt quá' và phải trả trên hoa hồng của chi nhánh.
Mạng tiếp thị liên kết cũng cảnh giác với các chi nhánh mới, những người không có bất kỳ kết nối hoặc kinh nghiệm nào trong ngành vì đã có nhiều trường hợp cá nhân đã cố gắng tận dụng mạng liên kết. Những tiến bộ công nghệ hiện tại đã đưa ra nhiều công cụ cho các mạng liên kết để chống gian lận trên mạng theo cách hiệu quả và có ý nghĩa hơn.
Nhà tiếp thị liên kết cũng có thể tham gia như một chi nhánh trực tiếp với các công ty lớn vì họ có thể có các chương trình liên kết trên trang web của họ. 